# World Rally Championship (videojuego de 2001)
World Rally Championship (también conocido como WRC: World Rally Championship) es un juego de conducción de rally para PlayStation 2. Es el primer juego de rally con licencia oficial del FIA World Rally Championship y se basa en la temporada WRC de 2001.

## Características
WRC cuenta con 21 pilotos que representan a 7 equipos y a los 14 lugares de la temporada. Los modos de juego incluyen rally rápido, rally individual, campeonato y contrarreloj. Cada automóvil está hecho de alrededor de 8000 polígonos. También hay trucos que harán que el juego sea más divertido (copiloto de helio, efectos psicodélicos, vista submarina, sin chasis y baja gravedad).

## Recepción
World Rally Championship recibió revisiones "favorables" según el sitio web de agregación de reseñas Metacritic. En Japón, donde el juego fue portado y publicado por Spike el 14 de marzo de 2002, Famitsu le dio una puntuación de 35 sobre 40.